# Oksana Baulina

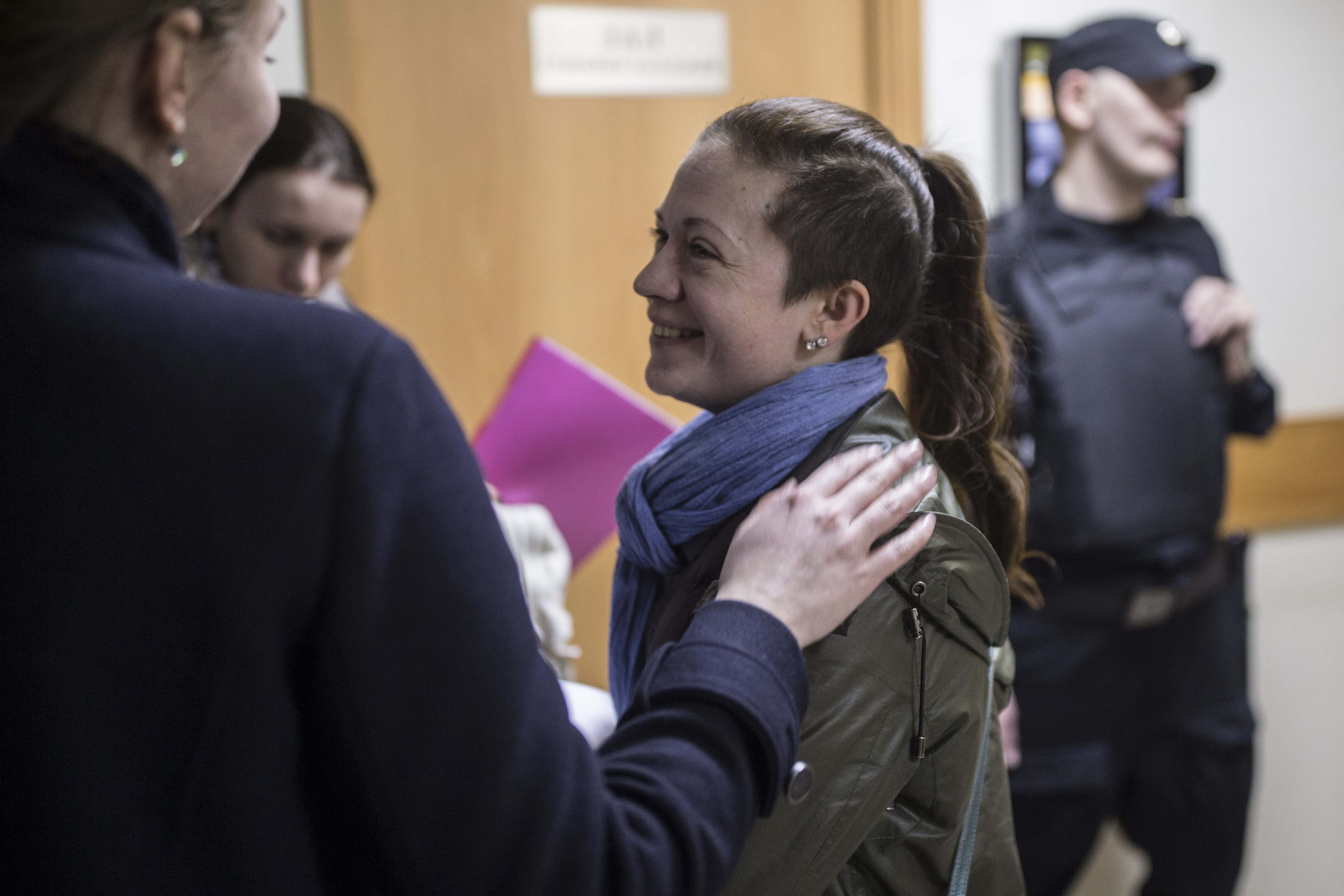
Oksana Baulina nel 2017

Oksana Wiktorowna Baulina (in russo Оксана Викторовна Баулина?; Krasnaja, 1º novembre 1979 – Kiev, 23 marzo 2022) è stata una giornalista russa del quotidiano on line indipendente The Insider, attivista del Fondo anti-corruzione di Aleksej Naval'nyj e uccisa nei bombardamenti di Kiev.

## Biografia
Iniziò la sua carriera giornalistica nelle edizioni russe di riviste di lifestyle come Time Out Moscow e InStyle. Questa attività nei media lifestyle ha spaziato dalla sezione moda di Time Out Moscow nel 2006 al Condé Nast Traveller, dove si è dimessa nel 2014. L'occasione era un articolo sulle vacanze in Crimea dopo l'annessione da parte della Russia. Dopo quasi un decennio in questo campo del giornalismo, divenne politicamente attiva. Lavorò per la Fondazione anticorruzione di Aleksej Naval'nyj e produsse i video di questa fondazione.
Dopo essere stata dichiarata illegale dai tribunali nel 2021, lei e l'organizzazione lasciarono la Russia stabilendosi inizialmente a Varsavia. Parlò per Coda Story e For The Insider principalmente sulla corruzione in Russia. Dopo l'attacco russo all'Ucraina, riferì come corrispondente di guerra da Kiev e Leopoli. Il suo ultimo rapporto completo riguardava le truppe russe che cercavano di circondare Kiev. Durante le registrazioni per un rapporto su un centro commerciale bombardato nel distretto di Podols'kyj della città di Kiev, fu uccisa da un bombardamento russo. Con lei, un altro civile morì nell'attacco missilistico, mentre due dei loro dipendenti rimasero feriti.